# Buchs, Sankt Gallen
Buchs är en stad och kommun i distriktet Werdenberg i kantonen Sankt Gallen i Schweiz. Kommunen har 13 931 invånare (2023).
Kommunen gränsar i öster till floden Rhen och Liechtenstein. Buchs är gränsstation på järnvägsförbindelsen mellan Innsbruck och Zürich.
En majoritet (84,1 %) av invånarna är tyskspråkiga (2014). 30,8 % är katoliker, 30,8 % är reformert kristna och 38,4 % tillhör en annan trosinriktning eller saknar en religiös tillhörighet (2014).